# Референдумы в Германии
Референдумы в Германии наряду с выборами одна из форм демократии в стране. Федеральное законодательство предписывает проведение обязательных референдумов в двух случаях: принятие новой конституции и региональные референдумы в случае реорганизации земель. Во всех землях проводятся различные типы общеземельных и муниципальных референдумов.

## История
Первым референдумом в истории Германии стало голосование об экспроприации в пользу государства собственности бывших правящих фамилий государственных образований, входивших в состав Германской империи, ликвидированных после Ноябрьской революции и свержения монархии. Референдум прошёл 20 июня 1926 года. Большинство граждан, пришедших на избирательные участки, утвердительно ответили на поставленный вопрос. Однако, в соответствии с конституцией, для принятия положительного решения было необходимо, чтобы «за» проголосовало абсолютное большинство зарегистрированных избирателей. После подведения итогов выяснилось, что большинство граждан проигнорировали референдум и непосредственных правовых последствий он не имел. Всего в Веймарской республике общегерманские референдумы проходили трижды, также было несколько региональных.
В нацистской Германии было четыре референдума.
В ГДР состоялось три референдума, в ФРГ в период до объединения было два референдума, об объединении Бадена и Вюртемберга в 1951 году и по статусу Саара в 1955 году. В объединённой Германии прошло ряд референдумов, все земельные или муниципальные.

## Формы референдумов
Референдумы в Германии бывают трёх типов. На региональном уровне они известны как
- Volksbegehren (букв. «просьба народа») — инициатива граждан — если земельный парламент проигнорирует «просьбу народа», это может напрямую привести к «Volksentscheid».
- Volksbefragung (букв. «народный запрос») — необязательный вопрос для голосования.
- Volksentscheid (букв. «народное решение») — обязательный плебисцит.

Термин Volksinitiative («народная инициатива») является синонимом Volksbegehren. На муниципальном уровне эти три типа параллельны:
- Bürgerbegehren (букв. «просьба граждан») — инициатива местных жителей.
- Bürgerbefragung (букв. «запрос граждан») — необязательный вопрос для местного голосования.
- Bürgerentscheid (букв. «решение граждан») — обязательный плебисцит на местном уровне.

В городах-землях (Берлин, Гамбург и Бремен) типы инициатив граждан обычно называются Bürgerbegehren, хотя они находятся на том же юридическом уровне, что и Volksbegehren в других землях. Обратите внимание, что термин Bürgerinitiative (букв. «гражданская инициатива») неофициально используется для беспартийных местных избирательных организаций (групп политического действия).

## Федеральная концепция
После Второй мировой войны в Германии была основана новая республика с незначительными элементами прямой демократии. На федеральном уровне существует только два обязательных вида референдумов. Один тип предназначен для принятия новой конституции. Изменения в конституции не требуют всенародного голосования. Такого референдума в истории страны никогда не было, хотя во время воссоединения Германии споры в этом направлении были. Другой тип требует регионального всенародного голосования в случае реструктуризации земли (Neugliederung des Bundesgebietes, «новое устройство федеральной территории»), что привело к ряду безрезультатных референдумов по воссозданию земель или изменению территории земель. Кроме того, был проведён референдум о слиянии Бадена и Вюртемберга в единую территорию Баден-Вюртемберг в 1951 году (положительное решение принято) и референдум о слиянии Берлина и Бранденбурга в Берлин-Бранденбург в 1996 году (отклонено).

## Земельная концепция
Первоначально только некоторые из Bundesländer (федеральных земель Германии) имели положения об обязательном референдуме (Volksentscheid, «народное решение») по народным инициативам (Volksbegehren, «народный запрос»), а в Гессене и Баварии также предусматривался обязательный референдум о внесении изменений в земельную конституцию. За прошедшие годы все земли изменили свои конституции, чтобы разрешить различные типы общеземельных и муниципальных референдумов. Во всех землях в настоящее время существует общее право на референдум по общеземельным народным инициативам, которое было использовано в Гамбурге, чтобы подтолкнуть земельное правительство к принятию в 2007 году закона о необязательном связывающем земельном референдуме. В большинстве земель есть форма необязательных референдумов, которые редко проводятся — самым важным из них был референдум по статусу Саара 1955 года. Общие формы прямой демократии были введены в сообществах с необязательными вопросами для голосования (Bürgerbefragung, «запрос граждан») и общественными инициативами (Bürgerbegehren, «просьба граждан»), которые не имеют обязательной силы. В некоторых областях были приняты законы об обязательных референдумах (Bürgerentscheid, «решение граждан»).

## Сбор подписей
После Второй мировой войны право на обращение к правительству было обставлено высокими барьерами. Любая народная инициатива должна быть подана властям, и поддержавшие её должны идентифицировать себя, прежде чем их подпись будет принята. Это называется «официальным сбором» (нем. Amtseintragung, букв. «административная надпись»). Другой тип обычно называют «свободным сбором» (нем. Freie Sammlung), когда письма могут накапливаться перед передачей. Некоторые из последних подписей могут оказаться незаконными, что может стать источником споров.
Чтобы заставить власти рассмотреть инициативу, она должна набрать определённое количество действительных подписей. «Кворум» определяется по-разному в каждой земле. В большинстве земель требуется собрать от 5 до 20 % подписей в течение 2 недель — 6 месяцев.
Под официальным сбором подписей в Германии понимается сбор подписей под петицией для проведения референдума под наблюдением в ратуше или в других официально определённых местах (обычно в правительственном здании) в отличие от свободного сбора, когда люди могут подписать петицию, которая свободно распространяется среди населения. В некоторых федеральных землях Германии по закону также требуется официальный сбор подписей для предвыборной кампании на местных выборах.
В немецкой земле Бранденбург в ответ на критику официального сбора, в том числе со стороны СДПГ и Левой, реформа 2012 года предоставила муниципальным администрациям возможность определять дополнительные места для сбора подписей (например, банковские и почтовые отделения, магазины).

## Референдумы в Германии
| Год                                   | Тема                                                             | Явка (%) | Да               | %      | Нет       | %     | Итог |
| ------------------------------------- | ---------------------------------------------------------------- | -------- | ---------------- | ------ | --------- | ----- | ---- |
| Веймарская республика                 |                                                                  |          |                  |        |           |       |      |
| 1926                                  | Референдум об экспроприации князей                               | 39,27    | 14 447 891       | 96,11  | 585 027   | 3,89  | Нет  |
| 1928                                  | Референдум о запрете броненосных крейсеров                       | 2,94     | 1 216 968        | 100,00 | 0         | 0     | Нет  |
| 1929                                  | Референдум по плану Юнга                                         | 14,91    | 5 838 890        | 94,53  | 338 195   | 5,47  | Нет  |
| Нацистская Германия                   |                                                                  |          |                  |        |           |       |      |
| 1933                                  | Референдум по вопросу о выходе Германии из Лиги Наций            | 100      | 40 633 852       | 95,08  | 2 101 207 | 4,92  | Да   |
| 1934                                  | Референдум об объединении постов рейхспрезидента и рейхсканцлера | 100      | 38 394 848       | 89,93  | 4 300 370 | 10,07 | Да   |
| 1936                                  | Референдум о ремилитаризации Рейнской области                    | 99,00    | 44 462 458       | 100    | 0         | 0     | Да   |
| 1938                                  | Референдум о присоединении Австрии                               | 99,59    | 44 451 092 99,01 | 99,01  | 443 023   | 0,99  | Да   |
| Германская Демократическая Республика |                                                                  |          |                  |        |           |       |      |
| 1951                                  | Референдум о ремилитаризации Германии и мирном договоре          | 99,42    | 13 034 477       | 95,98  | 546 622   | 4,02  | Да   |
| 1954                                  | Референдум о мирном договоре                                     | 98,60    | 12 131 730       | 93,46  | 849 063   | 6,54  | Да   |
| 1968                                  | Конституционный референдум                                       | 98,05    | 11 536 803       | 96,37  | 409 733   | 3,42  | Да   |

1. 1 2 3  Положительное решение не принято ввиду отсутствия одобрения со стороны абсолютного числа избирателей.
2. 1 2  Голосование «против» не предусматривалось.